# Сенаши, Карой
Карой Сенаши (венг. Szénássy Károly, серб. Карло Сенаши; 22 сентября 1911, Надьсентмиклош, Австро-Венгрия (ныне Сынниколау-Маре, Румыния) — 23 мая 2000, Србобран, Сербия) — венгерско-югославский скрипач еврейского происхождения.

## Биография
Семья Сенаши происходила из Сенты, его отец занимался настройкой фортепиано и ремонтом скрипок. В годы Первой мировой войны семья перебралась сперва в Вену, а затем в Нови-Сад, где шестилетний Сенаши начал играть на скрипке. Учился у Людевита Седлачека, затем по его рекомендации в 1926 году отправился в Будапешт, где поступил в Музыкальную академию в класс скрипки Енё Хубаи. Уже студентом успешно концертировал в Будапеште и Нови-Саде. В 1931 году окончил академию, в 1932 году разделил с Джокондой де Вито первую премию на Международном конкурсе скрипачей в Вене.
В середине 1930-х годов много гастролировал по Европе, в Дании выступил перед королём Кристианом X. В 1938 году покинул Европу как беженец и оказался в Австралии. В 1939 году совершил гастрольный тур по стране вместе с певцом Ричардом Круксом, однако затем вынужден был исполнять популярную музыку, особенно цыганскую, в ресторанах и клубах Мельбурна, испытывая, как и другие музыканты-беженцы, дискриминацию со стороны местного профсоюза музыкантов и преследования прессы. В 1948 году был приглашён Юджином Гуссенсом в Сиднейский симфонический оркестр, но как иммигрант не смог получить разрешения на работу и покинул Австралию, перебравшись в США. В США руководил ансамблем популярной балканской музыки «Карой Сенаши и его цыганский оркестр» (англ. Karoly Szenassy Gypsy String Band, англ. Karoly Szenassy And His Zigeuner Band), выпустил несколько записей.
В 1954 году вернулся в Европу и обосновался в Югославии. В 1955—1957 годах — музыкант Новисадского радио, в 1959—1960 годах преподавал в музыкальной школе в Нише, в 1960—1962 годах — музыкант Загребского радио и телевидения. В 1962—1966 годах — концертмейстер Сербского национального театра в Нови-Саде. Свой последний концерт дал в возрасте 71 года в Нише.
Жена — балерина Мира Попович.